# San Pablo (Juan Manuel Cajigal)
Pour les articles homonymes, voir San Pablo.
San Pablo est l'une des deux divisions territoriales et statistiques dont l'unique paroisse civile de la municipalité de Juan Manuel Cajigal dans l'État d'Anzoátegui au Venezuela. Sa capitale est San Pablo.

## Géographie

### Démographie
Hormis sa capitale San Pablo, la paroisse civile possède plusieurs localités ainsi que d'autres quartiers méridionaux de Puerto La Cruz dont :
- El Paradero
- San Pablo
  - La Erica
- Los Barrancones
- Rabanal
- San Lorenzo
- Terronal